# 2015 في هولندا
هذه المقالة تسرد بعض أحداث عام 2015 المتعلقة بهولندا.

## أصحاب مناصب
- الملكية – فيليم ألكساندر (ملك هولندا)
- رئيس الوزراء – مارك روته

## أحداث

### يناير
- 8: بعد يوم واحد من الهجوم على صحيفة شارلي إبدو في باريس، في مساء يوم 8 يناير، عقدت أكثر من 100 مظاهرة ضد عمليات إطلاق النار وحرية التعبير والصحافة من الساعة 18:00 في هولندا في وقت مسيرة صامتة في باريس، بعد رؤساء البلديات من أمستردام، روتردام وأوترخت وفي وقت لاحق مزيد من رؤساء البلديات ودعا إلى القيام بذلك. انضم العديد من أعضاء الحكومة الهولندية المظاهرات.[1][2]
- 29: مسلح يحاول السيطرة على NOS استوديو الأخبار لأنه كان يريد أن يقول شيئاً (غير معروف) إلى الجمهور الهولندي. تم القبض عليه في وقت لاحق ذلك المساء من قبل الشرطة الهولندية.

### مارس
- 18: Dutch provincial elections وانتخابات مجلس المياه .

## الرياضة
- 4 فبراير: إيلين فان دايك يفوز بالمرحلة 2 من السيدات جولة في قطر 2015.
- 15-12 فبراير: في تيالف حلبة في هيرينفين اتخاذ 2015 عالم واحدة بعد التزلج السريع بطولة مكان.

هولندا في عام 2015 العالم واحدة بعد التزلج السريع بطولة: فاز المنتخب الهولندي كل من الذهب واحصاءات الميدالية الشاملة، مع 5 ذهبية و7 فضية و5 برونزيات.

## الموسيقى
- هولندا في مسابقة الأغنية الأوروبية 2015
- قائمة أعلى 40 أغنيى فردية هولندية عام 2015